# Виллем Георг Фредерик Оранский-Нассау
Виллем Георг Фредерик Оранский-Нассау (15 февраля 1774[…], Гаага — 7 февраля 1799 или 6 января 1799, Падуя) — младший сын Вильгельма V Оранского (1748—1806) и прусской принцессы Вильгельмины (1751—1820). Он делал карьеру военного в Священной Римской империи, но умер от лихорадки в Падуе.

## Жизнь

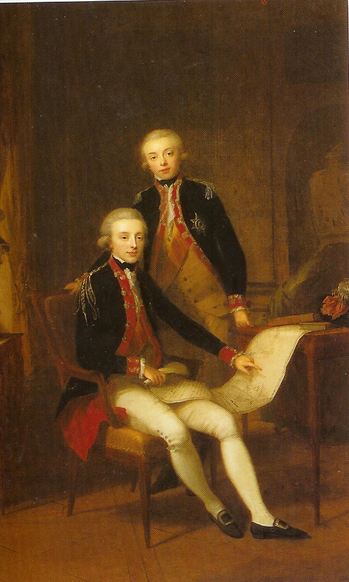
Принц Фредерик (стоит) со своим старшим братом Виллемом. Портрет кисти неизвестного художника (ок. 1790 г.)

Принц Фредерик, или «Фриц», как называли в семье, родился в Гааге. У его родителей было двое старших детей: Фредерика Луиза Вильгельмина (1770—1819) и Виллем Фредерик (1772—1843). Даже будучи маленьким мальчиком, он был умным и многообещающим ребёнком. Среди его наставников были генерал Фредерик Стэмфорд, математик Леонард Эйлер и историк Герман Толлий. После военной подготовки в Брауншвейге, где его двоюродный дядя был правящим герцогом, принц Фредерик начал активную военную службу в 1792 году, когда Генеральные штаты присвоили ему звание генерал-лейтенанта кавалерии и гроссмейстера артиллерии. В 1793 году его призвали на войну, когда республику пришлось защищать от французов. Он был вдохновляющим лидером и обычно сражался в первых рядах. Принц взял на себя оборону северо-западной части Брабанта. Позже он воевал под началом старшего брата в битвах при Вёрне и Менине. Во время последней битвы во фламандском Вервике, 12/13 сентября 1793 года, Фредерика ранили в плечо; от этой раны он так и не оправился. В 1794 году он был назначен генералом кавалерии.
В 1795 году принц хотел вывести войска из Фрисландии, где они сражались с французскими и голландскими патриотами; его отец не дал разрешения. В январе 1795 года была образована Батавская республика, где больше не были рады его семье. Таким образом, Вильгельм V забрал свою семью и бежал в Великобританию, где королём был Георг III, двоюродный брат Вильгельма. 22 июля 1795 года принц Фредерик и его адъютант Перпонхер отправились в Оснабрюк, где произошло общее собрание. Он собрал голландских офицеров и солдат для рейда на Батавскую Республику. Вернувшись в Англию, Фредерик влюбился в принцессу Марию (1776—1857), четвёртую дочь короля Георга III; чувства были взаимными. Король, хотя и не возражал против брака, считал, что три его старшие дочери — Шарлотта (1766—1828), Августа София (1768—1840) и Елизавета (1770—1840) — должны выйти замуж первыми. После смерти Фредерика Мария официально носила по нему траур. Лишь через 17 лет после его смерти принцесса Мария вышла замуж за своего двоюродного брата, герцога Глостера и Эдинбурга.

## Военная служба в Австрии

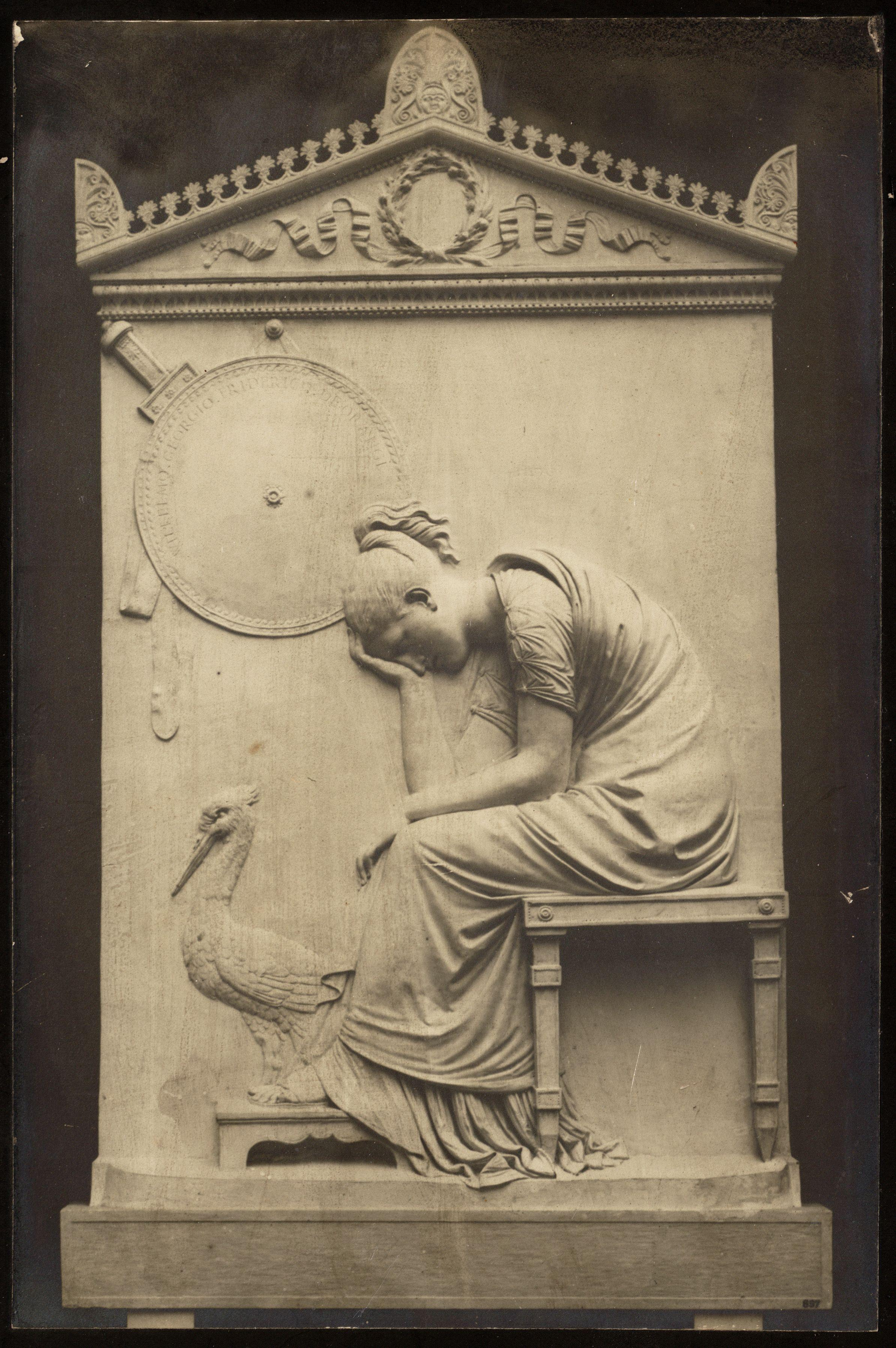
Надгробие Фредерика в Ньиве керк.

Принц Фредерик отправился из Англии в Вену, где в мае 1796 года ему было присвоено звание генерал-майора. Он командовал бригадой в корпусе фон Вартенслебена, в армии эрцгерцога Карла. Позже под командованием Края он защищал южную Германию и Нассау. Принц Фредерик участвовал в нескольких битвах в Германии и играл значительную роль в завоевании Келя в январе 1797 года. Эрцгерцог Карл был очень доволен его успехами и отправил его в Италию. Там он стал командиром четырёх немецких батальонов. 2 апреля 1797 года ему удалось остановить авангард Наполеона в Эйнеде, что привело к заключению Кампо-Формийского мира. Благодаря Эйнеду он получил Военный орден Марии Терезии. Поскольку он всё ещё страдал ранения в плечо, летом 1797 года в Гёрце ему сделали операцию; после он поправлял здоровье в Бадене. 29 октября 1797 года он был назначен фельдмаршал-лейтенантом. Проведя зиму 1797—1798 годов в Хэмптон-корте, он вернулся в Вену в конце апреля 1798 года. Затем последовала пятинедельная инспекция войск вдоль итальянской границы. Принц Фредерик всё ещё не полностью выздоровел и в Гориции его здоровье начало ухудшаться. 14 ноября 1798 года он получил чин фельдцейхмейстера и был назначен командующим австрийской армией в Италии со званием, поскольку он готовил армию к битве против французской армии под командованием Шерера.
Он посетил много больных солдат в Падуе в Италии. Возможно именно в результате этих посещений он заболел лихорадкой. В ночь с 5 на 6 января 1799 года принц Фредерик скончался на руках у своего адъютанта Перпонхера. Первоначально он был похоронен в монастыре в Падуе. В 1807 году его семья заказала мраморный памятник у Антонио Кановы. В 1896 году королева Эмма приказала перевести останки Фредерика в Ньиве керк, место семейного захоронения в Делфте. Она села на судно до Падуи, но не смогла найти останки принца. Тело было наконец найдено 3 июля 1896 года и перезахоронено в Ньиве керк 7 августа 1896 года. Ему был воздвигнут надгробный памятник за могилой его брата Виллема.